# Скиба, Галина Юрьевна
Галина Юрьевна Скиба (родилась 9 мая 1984 года в Харькове) — российская хоккеистка, выступающая на позиции нападающей в дмитровской команде «Торнадо» и в женской сборной России.

## Биография
Родилась 9 мая 1984 в Харькове. В раннем возрасте перебралась в Белгород, где начала заниматься фигурным катанием. Вскоре перешла в хоккейную секцию, первым тренером стал её отец Юрий Алексеевич. В 2002 году приехала в Москву на отбор в хоккейную команду. Получила предложение от нижегородского СКИФа и приняла его — в составе нижегородской команды выступала до 2006 года. С 2006 года выступает за подмосковный «Дмитров». С 2003 года играет за сборную России.
Сестра тренера молодёжной хоккейной команды «Драгуны» Алексея Скибы.
Чемпионка России (2007, 2009, 2011—2013). Серебряный призёр чемпионатов России (2008, 2010). Обладатель Кубка европейских чемпионов.

## Достижения
- Чемпионка России (Чемпионат России по хоккею с шайбой среди женщин) 2003,2004,2005,2007,2009,2011,2012,2013,2015,2016,2017 г.
- Серебряный призёр чемпионатов России — 2006,2008,2010,2014 г.
- Трёхкратная обладательница Кубка Европейских чемпионов 2009 года.
- Участвовала в Олимпийских играх в Турине и Сочи.
- Бронзовый призёр чемпионата мира 2013 и 2016 годов.
- Мастер спорта России международного класса[2] (2013)

## Дисквалификация
12 декабря 2017 года решением Международного олимпийского комитета за нарушение антидопинговых правил аннулированы результаты полученные на Олимпийских игр 2014 года в Сочи и пожизненно отстранена от участия в Олимпийских играх. 1 февраля 2018 года Спортивный арбитражный суд частично удовлетворил апелляцию, заменив пожизненное отстранение на пропуск  Олимпийских игр 2018 года.